# Carlton Ogawa
Carlton Susumi Ogawa (29. august 1934 - 23. september 2006) var en canadisk roer.
Ogawa var styrmand i Canadas otter, der vandt sølv ved OL 1956 i Melbourne, kun besejret i finalen af USA. Australien sikrede sig bronzemedaljerne. Roerne i canadiernes båd var Bill McKerlich, Richard McClure, Robert Wilson, Philip Kueber, Donald Pretty, Douglas McDonald, Lawrence West og David Helliwell.
Ogawa var, ligesom de øvrige medlemmer af canadiernes 1956-otter, studerende ved University of British Columbia i Vancouver.

## OL-medaljer
- 1956:  Sølv i otter